# Viaduc du Tacon
Le viaduc du Tacon est un viaduc autoroutier emprunté par l'A40 (au km 107). Il est situé à Saint-Germain-de-Joux dans l'Ain, en France. C'est un pont à poutres-caisson.

## Caractéristiques
Achevé en 1986, le viaduc mesure 321 mètres.